# Vindecare prin credință

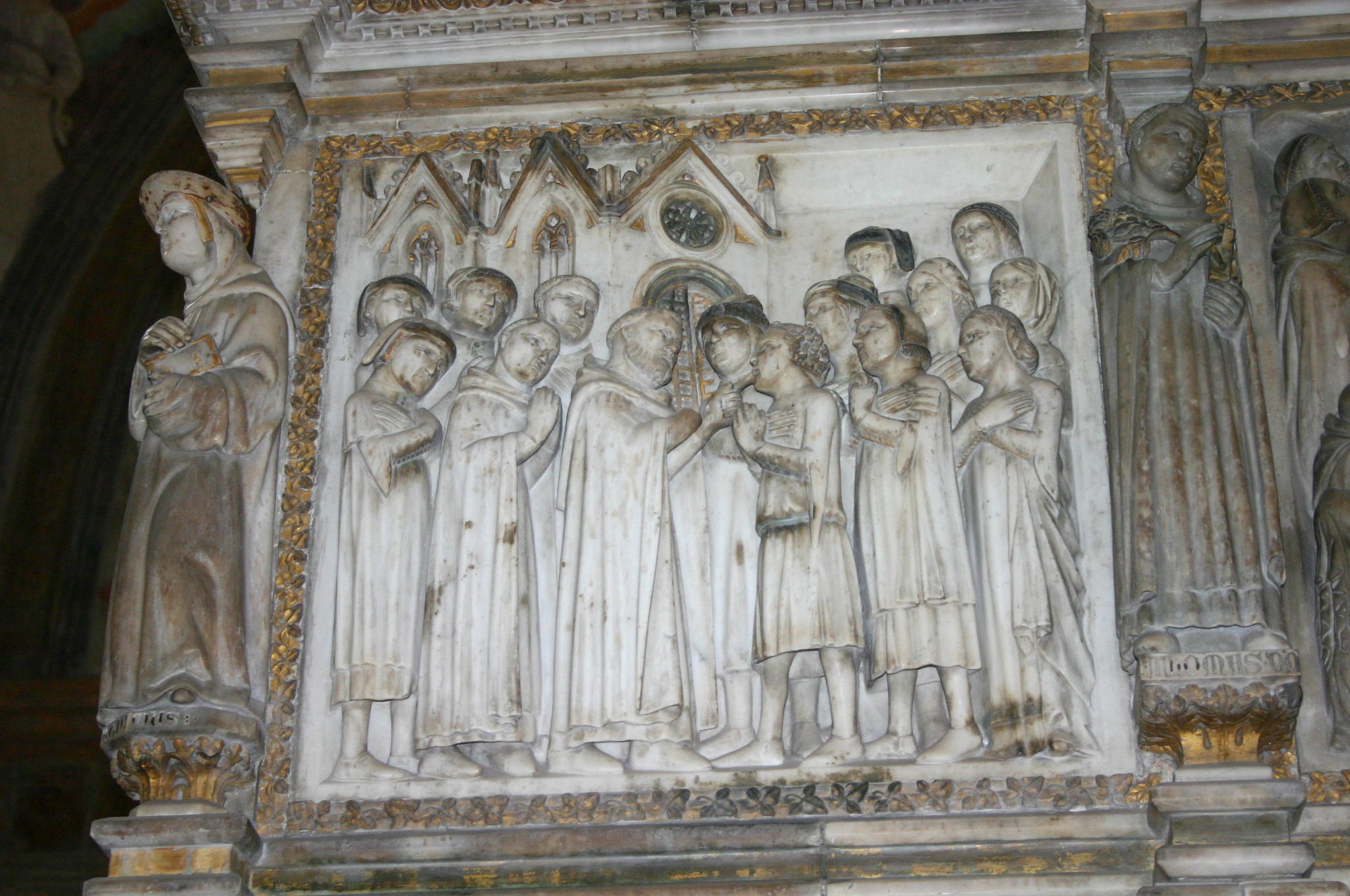
O scenă din viața sfântului Petru din Verona: un om mut este vindecat în mod miraculos. Detaliu al unui basorelief de pe partea din spate a mormântului lui Petru din Verona din Capela Portinari a Bazilicii Sant'Eustorgio din Milano, Italia.

Vindecarea prin credință este practica de rugăciune și gestuală (cum ar fi punerea mâinilor), care, în credința unor persoane, este considerată a atrage intervenția divină în vindecarea fizică și spirituală, mai ales în practica creștină. Credincioșii susțin că vindecarea bolii sau invalidității poate fi realizate prin credința religioasă, folosind rugăciuni și/sau alte ritualuri care, potrivit aderenților, stimulează prezență și puterea divină. Credința religioasă în intervenția divină nu depinde de existența unor dovezi empirice. Pe larg este considerată pseudoștiință.
Credința că o multitudine de tehnici de esență religioasă, cum ar fi rugăciunea, intervenția divină sau mijlocirea unui vindecător pot vindeca boli au fost populare de-a lungul istoriei. S-a susținut că credința poate vindeca orbirea, surzenia, cancerul, SIDA, problemele de dezvoltare corporală, anemia, artrita, bătăturile, defectele de vorbire, scleroza multiplă, erupțiile cutanate, paralizia totală a corpului și diverse leziuni. Refacerea sănătății a fost atribuită mai multe tehnici considerate în mod frecvent ca vindecare prin credință.  Ea poate implica rugăciunea, pelerinajul la un sanctuar religios sau pur și simplu credința puternică într-o ființă supremă.
Mulți oameni interpretează Biblia, mai ales Noul Testament, ca o sursă de învățătură în vindecarea prin credință. Potrivit unui sondaj realizat de Newsweek în 2004, 72% dintre americani au spus că ei cred că pot obține vindecarea unei persoane dacă se roagă lui Dumnezeu, chiar dacă persoana respectivă are o boală incurabilă. Spre deosebire de vindecarea prin credință, adepții medicinii spirituale nu fac nici o încercare de a provoca intervenția divină, crezând în schimb într-o energie divină. Creșterea interesului față de medicina alternativă la sfârșitul secolului al XX-lea a dat naștere unui interes paralel al sociologilor pentru relația dintre religie și sănătate.
Practic, toți oamenii de știință și filosofii consideră vindecarea prin credință ca o pseudoștiință. Vindecarea prin credință poate fi clasificată ca o practică spirituală, supranaturală sau paranormală și, în unele cazuri, credința în vindecarea prin astfel de metode poate fi considerată o credință în magie. American Cancer Society susține că „dovezile științifice disponibile nu susțin pretenția că vindecarea prin credință poate produce efectiv o vindecare a bolilor fizice”. „În cazul unor boli sau răni grave s-a produs decesul, invaliditatea și alte rezultate nedorite atunci când vindecarea prin credință a fost aleasă în locul îngrijirii medicale specializate.” Mulți copii au murit atunci când părinții au practicat vindecarea prin credință în locul îngrijirii medicale specializate. Rezultate similare s-au înregistrat la adulți.

## Legături externe
- Materiale media legate de Vindecare prin credință la Wikimedia Commons